# Mija Šiftar
Mija Šiftar (* 9. Februar 2006) ist eine slowenische Volleyballnationalspielerin.

## Karriere
Šiftar begann ihre Karriere bei Calcit Kamnik. 2022 gewann sie mit dem Verein den nationalen Pokal und die Meisterschaft. Danach wechselte sie nach Frankreich zu Saint-Raphaël Var Volley-Ball.  In der Saison 2023/24 spielte sie ebenfalls in der französischen Liga bei Volley Mulhouse Alsace.  2024 wurde die slowenische Nationalspielerin vom deutschen Bundesligisten Allianz MTV Stuttgart verpflichtet.